# I slik en natt
I slik en natt è un film del 1958, diretto da Sigval Maartmann-Moe, con Joachim Holst-Jensen, ambientato durante l'occupazione nazista della Norvegia nella seconda guerra mondiale. 

## Trama
In una città della Norvegia occupata dai tedeschi durante la seconda guerra mondiale, i nazisti mettono in atto una retata per catturare i bambini ebrei ed istradarli verso la Germania.
La dottoressa Liv Kraft, dando ascolto alle ultime parole di un moribondo, rintraccia un orfanotrofio dove sono ospitati alcuni bambini ebrei e li conduce via poco prima che i soldati tedeschi irrompano nella struttura.
I bambini vengono condotti e nascosti a casa dello zio di Liv, Goggen, che vive fuori città con la governante Maren. Le ricerche naziste dei bambini fuggiti si intensificano nonostante le perplessità del colonnello tedesco Krantz, mentre gli esponenti della resistenza si mobilitano. Liv e Maren riescono infine a condurre i piccoli presso il confine con la neutrale Svezia, dove tutti i bambini riescono a penetrare, tranne il maggiore di essi, che si sacrifica per la salvezza degli altri.